# Stemona sessilifolia
Stemona sessilifolia là một loài thực vật có hoa trong họ Stemonaceae. Loài này được (Miq.) Miq. miêu tả khoa học đầu tiên năm 1867.